# Suclumpa
Suclumpa es una localidad del estado mexicano de Chiapas. Es parte del municipio de Salto de Agua.

## Demografía
| Gráfica de evolución demográfica |
|                                  |

| Censo | Población |
| ----- | --------- |
| 1950  | 124       |
| 1960  | 283       |
| 1970  | 384       |
| 1980  | 427       |
| 1990  | 635       |
| 2000  | 854       |
| 2010  | 898       |
| 2020  | 1 058     |